# Leon Kryczyński
Leon Najman-Mirza Kryczyński herbu Radwan (ur. 25 września 1887 w Wilnie, zm. listopad 1939 w lasach piaśnickich) – tatarski historyk, prawnik, działacz społeczny.

## Życiorys
Syn Konstantego herbu Radwan i Marii z domu Achmatowicz herbu Kotwica oraz brat Olgierda. Ukończył naukę w gimnazjum, a następnie studia prawnicze na uniwersytecie w Petersburgu. W 1913 był współzałożycielem Towarzystwa Pomocy Ubogim Muzułmanom w Warszawie. Po rewolucji lutowej współorganizator muzułmańskich oddziałów w Rosji i uczestnik walk wyzwoleńczych Tatarów krymskich. Prezes Piotrogrodzkiego Klubu Muzułmańskiego (1917–1918). Szef kancelarii premiera rządu krymskiego w latach 1918–1919. Dyrektor kancelarii rządu Republiki Azerbejdżanu w latach 1919–1920. W okresie międzywojennym pracował jako sędzia w Wilnie, Zamościu i Gdyni (wiceprezes sądu). W Zamościu był także wiceprezesem Sądu Okręgowego. W Gdyni zamieszkiwał przy ul. Świętojańskiej 44. Jako sędzia tamtejszego sądu powiatowego wydawał wyroki w procesach hitlerowskich agentów i bojówkarzy.
Członek Polskiego Towarzystwa Orientalistycznego. Organizator Narodowego Muzeum Tatarskiego w Wilnie (1929) i Tatarskiego Archiwum Narodowego (1931). W 1932 założyciel i do 1938 redaktor naczelny „Rocznika Tatarskiego”, w którym zamieścił wiele cennych studiów na temat dziejów Tatarów polsko-litewskich. Podróżował do Turcji (1932) i Maroka (1934). W 1934 wydał książkę Pod słońcem Maroka, którą napisał po odbyciu podróży do Maroka.
27 września 1939 aresztowany przez gestapo, został zamordowany w czasie Intelligenzaktion, prawdopodobnie jesienią 1939.

## Ordery i odznaczenia
- Order Orła Białego (pośmiertnie, 6 listopada 2018)[4]
- Złoty Krzyż Zasługi (dwukrotnie: 10 listopada 1933[1], 7 listopada 1938[5])
- Srebrny Wawrzyn Akademicki (7 listopada 1936)[6]
- Medal Dziesięciolecia Odzyskanej Niepodległości[7]
- Order Alawitów (Maroko)[7]

## Wybrane prace
- Bibliografja do historji Tatarów w Polsce za lata 1922–1932, Wilno 1932 (praca obejmująca prawie 2 tys. pozycji).
- Pod słońcem Marokka, Wilno 1934.
- Sous le soleil du Maroc. Impressions de voyage, Varsovie 1934.
- (współautor: Stanisław Kryczyński) Tatarzy w Słonimiu, Wrocław 1988.
- Historia meczetu w Wilnie (próba monografii), red. Musa Czachorowski, Wrocław 2012.